# Internationale Journalisten-Föderation

Logo

Die Internationale Journalisten-Föderation (englisch International Federation of Journalists, IFJ) ist der größte internationale Dachverband nationaler gewerkschaftlicher Journalistenverbände. Journalistenverbände, die nicht gleichzeitig Gewerkschaften sind, können als assoziierte Mitglieder beitreten.
Der Hauptsitz befindet sich in Brüssel.

## Organisation
Der IFJ hat 187 Mitgliedsverbände aus mehr als 140 Ländern und vertritt damit nach eigenen Aussagen 600.000 Mitglieder weltweit. Deutsches Mitglied in der IFJ ist die Deutsche Journalistinnen- und Journalisten-Union (dju) in ver.di. Der Deutsche Journalisten-Verband war im November 2023 ausgestiegen und nannte als wichtigste Gründe für diesen Schritt „Intransparenz, einsame Entscheidungen der IFJ-Spitze und undemokratisches Verhalten“. Für Österreich sitzen die Gewerkschaft der Privatangestellten, Druck, Journalismus, Papier (gpa-djp) und Younion – Die Daseinsgewerkschaft – im Verband. Schweizer Interessen werden international in der IFJ von der Gewerkschaft Impressum vertreten. Die IJF hat den juristischen Status einer aisbl (association sans but lucrativ) nach belgischem Recht.
Der Sitz ist in Brüssel. Geschäftsstellen befinden sich in Buenos Aires, Dakar und Sydney. Generalsekretär ist seit November 2015 der Franzose Anthony Bellanger. Er löste in dieser Position Beth Costa aus Brasilien ab. Im dreijährigen Rhythmus tagt der Kongress der IFJ, der das Exekutivkomitee und den Generalsekretär wählt. Das Exekutivkomitee besteht aus 21 Personen.
Die größte Kontinentalgruppe der IJF ist die Europäische Journalisten-Föderation (EJF) in der Bürogemeinschaft mit der IJF – seit 2013 ebenfalls im Status einer belgischen aisbl.

## Geschichte
Erstmals wurde ein Vorgänger der IFJ im Jahr 1926 gegründet. Nach dem Zweiten Weltkrieg erfolgte 1946 eine Neugründung. Die heutige Organisation wurde 1952 geschaffen. Die letzten IFJ-Weltkongresse fanden 2010 in Cadiz, 2013 in Dublin, 2016 in Angers, Frankreich, im Juni 2019 in Tunis, Tunesien  sowie 2022  in Maskat, Oman statt.

## Ziele
Nach eigenem Verständnis setzt sich die IFJ überparteilich für folgende Ziele ein:
- Schutz und Stärkung der Rechte und Freiheiten von Journalisten auch gegen Vorratsdatenspeicherung
- Verteidigung der Pressefreiheit und sozialen Gerechtigkeit, Demokratie und Freiheit
- Professionalität des Journalismus
- Unterstützung der Journalistengewerkschaften für faire Entlohnung und menschenwürdige Arbeitsbedingungen
- Sicherung der Urheberrechte der Autoren
- Gleichstellung der Geschlechter
- Verhinderung von Diskriminierung, Missbrauch der Medien für Propaganda
- Freiheit der politischen und kulturellen Verschiedenheit

Die IFJ versteht sich als die Stimme der Journalisten innerhalb der weltweiten Gewerkschaftsbewegung und dem System der Vereinten Nationen.

## Liste ermordeter Journalisten
Seit 1994 veröffentlicht die IFJ jährlich einen Bericht über die weltweit ermordeten Journalisten. Nach diesen Zahlen wurden zwischen 1990 und 2020 insgesamt 2658 Journalisten getötet. Allein 2020 waren es 65, inhaftiert waren zudem 235 Journalisten.

## Journalists Safety Fund
Im Jahr 1992 hat die IFJ einen Fonds geschaffen, um verfolgte Journalisten zu unterstützen.

## Ehrenkodex
Im Jahr 1954 hat der Kongress der IFJ einen Ehrenkodex für Journalisten formuliert, der 1986 ergänzt wurde („Declaration of Principles on the Conduct of Journalists“). Dieser Ehrenkodex war Vorbild für viele nationale Ehrenkodizes wie den deutschen Pressekodex. Im Rahmen des IFJ-Weltkongresses im Juni 2019 wurden Änderungen beschlossen, der Kodex heißt danach Global Charter of Ethics for Journalists.
Inhalt des Ehrenkodex (2019)
1. Die Achtung der Fakten und des Rechts der Öffentlichkeit auf Wahrheit ist die erste Pflicht der Journalisten.
2. In Erfüllung dieser Pflicht verteidigen Journalisten das Recht auf faire Kommentare und Kritik und werden darauf achten, sachliche Informationen von Meinungen und Kritik klar zu unterscheiden.
3. Journalisten berichten nur nach Tatsachen, deren Herkunft ihnen bekannt sind. Journalisten dürfen keine wesentlichen Informationen unterdrücken oder Dokumente fälschen.
4. Journalisten verwenden nur faire Methoden, um Informationen, Bilder, Dokumente und Daten zu erhalten. Sie verlangen freien Zugang zu allen Informationsquellen und das Recht, alle Tatsachen von öffentlichem Interesse frei zu untersuchen.
5. Der Begriff der Dringlichkeit oder Unmittelbarkeit bei der Verbreitung von Informationen hat keinen Vorrang vor der Überprüfung von Tatsachen, Quellen und/oder dem Angebot einer Antwort.
6. Journalisten bemühen sich, Fehler oder veröffentlichte Informationen, die sich als unrichtig herausstellen, rechtzeitig, ausdrücklich, vollständig und transparent zu berichtigen.
7. Journalisten haben das Berufsgeheimnis über die Quelle der vertraulich eingeholten Informationen zu wahren.
8. Journalisten respektieren Privatsphäre und Würde, und teilen dem Interviewpartner mit, ob das Gespräch und sonstiges Material zur Veröffentlichung bestimmt ist.
9. Journalisten stellen sicher, dass die Verbreitung von Informationen oder Meinungen nicht zu Hass oder Vorurteilen beiträgt, und bemühen sich, die Verbreitung von Diskriminierung aus Gründen wie geografischer, sozialer oder ethnischer Herkunft, Rasse, Geschlecht, sexueller Orientierung oder Sprache, Religion, Behinderung, politischer oder anderer Meinungen zu vermeiden.
10. Journalisten betrachten Plagiate, Verzerrungen von Tatsachen, Verleumdungen und unbegründete Anschuldigungen als schweres berufliches Fehlverhalten.
11. Journalisten dürfen keine Hilfsdienste der Polizei oder anderer Sicherheitsdienste leisten.
12. Journalisten solidarisieren sich mit ihren Kollegen, ohne auf ihre Recherchefreiheit, ihre Informationspflicht und ihr Recht auf Kritik, Kommentare, Satire und redaktionelle Entscheidungen zu verzichten.
13. Journalisten vermeiden jede Verwechslung zwischen ihrer Tätigkeit und Werbung, und unterlassen jede Form von Insiderhandel und Marktmanipulation.
14. Journalisten gehen keine Tätigkeit oder Verpflichtung ein, die ihre Unabhängigkeit gefährden könnte.
15. Journalisten, die diesen Namen verdienen, halten es für ihre Pflicht, die oben genannten Grundsätze treu zu befolgen.
16. Im Rahmen des allgemeinen Rechts jedes Landes erkennen Journalisten in Angelegenheiten der beruflichen Ehre die Zuständigkeit unabhängiger öffentlicher Selbstregulierungsorgane unter Ausschluss jeder Art von Einmischung durch Regierungen oder andere an.

Über die Mitgliedsorganisationen können gewerkschaftlich organisierte Journalisten auch einen Internationalen Presseausweis beziehen, der von der IJF ausgestellt wird - mit Verpflichtung auf diesen Kodex.